# Saint-Louis-du-Sud
Saint-Louis-du-Sud (in creolo haitiano: Sen Lwi disid) è un comune di Haiti facente parte dell'arrondissement di Aquin nel dipartimento del Sud. Esso è situato sulla costa meridionale di Hispaniola, lungo la penisola di Tiburone.
Il 14 agosto 2021, a distanza di circa 12 chilometri dal territorio, vi è stato l'epicentro di un catastrofico terremoto di magnitudo 7.2 che ha causato oltre 700 morti e circa 2 800 feriti.

## Storia
La zona fu colonizzata intorno al 1508 dagli spagnoli, che vi fondarono la città di Villa Nueva de Yaquine. Successivamente l'area passò agli inglesi e infine ai francesi, che dopo il trattato di Rijswijk la incorporarono nella colonia di Saint-Domingue e le diedero l'attuale nome, probabilmente in onore del re Sole Luigi XIV.
Nel 1748 durante la guerra di successione austriaca si svolse una battaglia tra francesi e inglesi, culminata nella vittoria di questi ultimi. Nel corso degli anni successivi, tuttavia, la città perse di importanza in favore di Les Cayes.

## Geografia antropica
Il comune comprende i villaggi di:
- Grand Fonds
- Baie Dumesle
- Grenodière
- Zanglais
- Sucrerie Henri
- Solon
- Cherette
- Corail-Henri
- St-Georges
- Grand-Riviere